# Acrodictys bambusicola
Acrodictys bambusicola é um gênero de cogumelos. pertence ao grupo Ascomycota e foi descrito pela primeira vez por Martin Beazor Ellis, em 1961. Acrodictys bambusicola pertence ao gênero Acrodictys, ao filo Ascomycota e ao reino dos cogumelos.
Este tipo de fungo é encontrado em:
- Madhya Pradesh
- Quênia
- Tailândia
- Venezuela

Não há tipos listados como este.